# نزار الشعري
نزار الشعري (بالإنجليزية:  Nizar Chaari)‏ من مواليد 11 يونيو 1977 في صفاقس تونس. هو صحفي وإعلامي و مقدم البرامج الإذاعية و التلفزيونية و قد اشتهر بمقابلاته مع العديد من مشاهير العالم التونسي والعربي.

## وصلات خارجية
- (بالفرنسية) موقع نزار الشعري